# Dálnice M30 (Maďarsko)
Dálnice M30 (maď M30-as autópálya) v Maďarsku tvoří větev dálnice M3, ze které se odpojuje v jejím 151. km. Dálnice M30 vede na severovýchod země, spojuje dálnici M3 s městem Miskolc a slovenskými hranicemi. Celá se nachází na území župy Borsod-Abaúj-Zemplén. Je součástí evropských silnic E71 a E79.
Do roku 2005 byly zprovozněny první kilometry mezi M3 a Miskolcem, v roce 2018 pak 1,7 km u státních hranic. Dne 26.10.2021 byl slavnostně otevřen zbývající úsek o délce 57 km za účasti košického primátora a premiéra Viktora Orbána, čímž byla celá dálnice zkompletována. 